# Jean-Loup Huret
Jean-Loup Huret (1951) è un genetista francese.
Lavora su anomalie cromosomiche. È specialista in genetica medica e professore associato onorario di genetica medica delle università francesi.
Huret ha scoperto il primo caso di sindrome di Down con un cariotipo normale. Ha dimostrato, in collaborazione con il team di Pierre Marie Sinet, che era dovuto a una microduplicazione (meno di 3 Mb) di DNA sul cromosoma 21, dimostrando che anche solo una minima alterazione dei geni poteva essere responsabile della maggior parte del fenotipo in una sindrome da aberrazione cromosomica. Da ciò è emerso ulteriormente il concetto di regione critica nelle sindromi cromosomiche (per esempio regione critica della sindrome di Down).
Huret è inoltre creatore (1997) e redattore capo dell'Atlante di genetica e citogenetica in oncologia ed ematologia, un'enciclopedia, una rivista scientifica e un database a libero accesso presente su Internet formato da 45.000 pagine e di cui oltre 10.000 pagine sono state scritte da più di 3.000 autori. Vanta inoltre 4500 visitatori al giorno. Il direttore del database è Philippe Dessen. Questo sito web è dedicato alla genetica del cancro e fornisce articoli, schede e figure sui geni e le alterazioni cromosomiche in tutti i tipi di cancro.
Nel 2011, Huret ha ricevuto la distinzione francese di Cavaliere nell'ordine nazionale al merito (chevalier dans l'ordre national du Mérite) per le sue opere enciclopediche. È presente nel Who's Who in America (sezione Medicina e sanità dal 2002) e nel Who's Who in Francia dal 2010. Ha ricevuto il "Premio alla carriera Albert Nelson Marquis" nel 2019.
Huret è stato anche intervistato dalla stampa per la sua lunga attività nella pittura con alunni con disabilità intellettive.